# Primer Apocalipsi de Jaume
El Primer Apocalipsi de Jaume és el tercer escrit del còdex V dels Manuscrits de Nag Hammadi. És un apòcrif del Nou Testament atribuït a Jaume el Just, i, encara que titulat Apocalipsi, és clarament un evangeli gnòstic, un "diàleg de salvació" entre Jesús i un deixeble, en aquest cas Jaume, un dels germans de Jesús.
El text porta per nom Primer Apocalipsi, per distingir-lo del text que ve a continuació del còdex V que porta un títol idèntic: Apocalipsi de Jaume i que s'anomena Segon Apocalipsi de Jaume.

## Contingut
La primera part de l'obra (20,10-30,11) és el diàleg entre Jaume i Jesús on aquest li parla, abans de la Passió, de l'essència de la salvació com a descobriment de la veritat que s'amaga en les paraules del Salvador. A la segona part (32,23-42,24), Jesús, després de la seva resurrecció, transmet a Jaume una sèrie de fórmules que li permetran superar els patiments i el martiri i el guiaran en el descens i l'ascens cap al Pare desconegut. Una part final, amb moltes llacunes, explica en una llarga narració, el martiri de Jaume.

## Característiques del text
Es va escriure en llengua grega a mitjans del segle iii i es conserva en una versió en llengua copta que sembla escrita a la primera meitat del segle iv. Sembla que es va escriure a Egipte entre les comunitats gnòstiques, per interpretar el judeocristianisme sota aquesta ideologia. Les seves tesis són paral·leles al valentinisme. Una referència a Addai, suggereix un ambient sirià entre els destinataris del text.
Des de l'any 1978 es coneix un altre manuscrit d'aquest Apocalipsi, inclòs en el denominat Còdex Tchacos, on també hi trobem l'Evangeli de Judes. Aquest manuscrit està molt malmès, i fins al 2006 no en va aparèixer una reconstrucció en copte, que aporta dades d'interès per conèixer l'esoterisme judeocristià. Aquest segon original és més extens que el del manuscrit de Nag Hammadi i en permet completar llacunes.